# دوی زفانیا فیلیپس
دوی زفانیا فیلیپس (۲۴ نوامبر ۱۹۳۴–۲۵ ژوئیه ۲۰۰۶) مشهور به دی زد فیلیپس یکی از مدافعان برجسته رویکرد ویتگنشتاینی به فلسفه دین بود. او حدود پنج دهه به کار فلسفی پرداخت و در زمان مرگ استاد دانشگاه عالی کلرمونت بود.